# Loreto Lyon
Loreto Lyon es una arquitecta y académica chilena. 

## Formación
Lyon se tituló de arquitecta de la Pontificia Universidad Católica de Chile en 2005 y en 2011 se graduó del máster en Environmental Design and Engineering de la University College London en Londres.

## Trayectoria

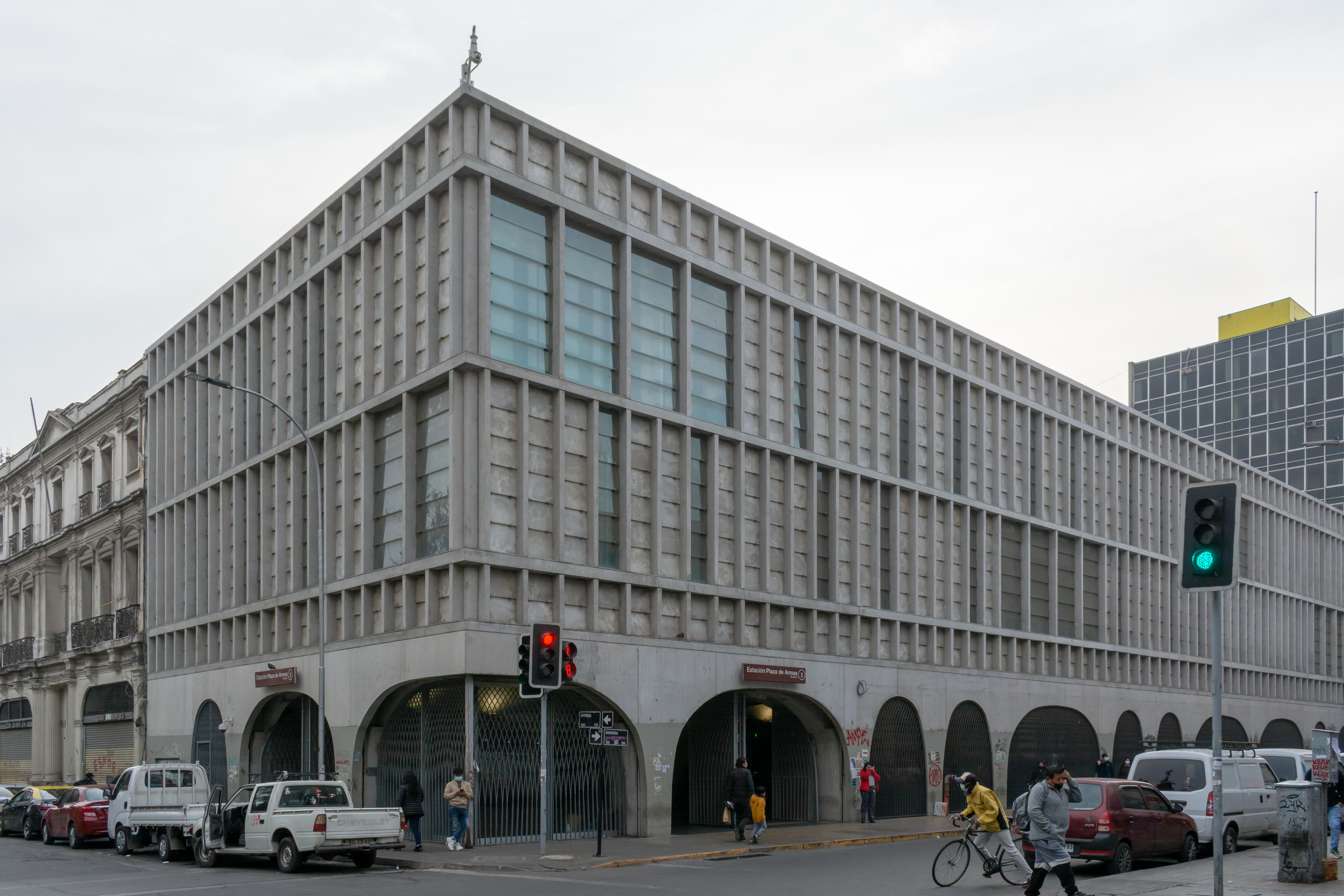
Acceso a la estación del Metro Plaza de Armas, en la esquina de las calles Bandera y Catedral en Santiago.

Lyon trabajó con el arquitecto chileno Smiljan Radic entre 2005 y 2010. En 2012 cofundó la oficina Beals Lyon Arquitectos junto a Alejandro Beals, desarrollando investigaciones y adjudicándose el diseño de proyectos como la instalación YAP_Constructo 2012, la Municipalidad de Nancagua y el nuevo edificio sobre la Estación Plaza de Armas de la línea 3 del Metro de Santiago.
En el ámbito académico, ha sido invitada como profesora del WAVE, el workshop de verano del Instituto Universitario di Architettura di Venezia en Italia, y talleres en la Cornell University en Estados Unidos.
Lyon es académica de la Escuela de Arquitectura de la Pontificia Universidad Católica de Chile desde 2012 y de la Universidad San Sebastián desde 2014. En 2022 asumió como directora de la Escuela de Arquitectura de Santiago de esta última casa de estudios.
En 2023 fue elegida co-curadora del pabellón de Chile en la Bienal de Arquitectura de Venecia de ese mismo año, junto a Gonzalo Carrasco y Alejandro Beals.

## Reconocimientos
- 2013 — Nominada junto a Alejandro Beals al Premio Debut de la Trienal de Arquitectura de Lisboa: Close, Closer
- 2015 — Nominación al Mies Crown Hall Americas Prize 2015 por la Municipalidad de Nancagua.[8]
- 2020 — Obra del Año 2020 por la Municipalidad de Nancagua[1]
- 2021 — Arquitectos del año, junto a Alejandro Beals, otorgado por CityLab Santiago | Esenciales 2021[9]
- 2022 — Mención honrosa en la categoría Consagrada” por la estación Plaza de Armas en los Premios MA.[10]

## Publicaciones
- 2016. Beals Lyon Arquitectos. Vacíos Públicos. Ediciones ARQ. Santiago[11][12]
- 2019. Beals Lyon Arquitectos. Edificio sobre estación metro Plaza de Armas: un nuevo hall urbano. Ediciones ARQ. Santiago [13]